# И дождь смывает все следы
«И до́ждь смыва́ет все следы́» (нем. Und der Regen verwischt jede Spur) — молодёжная мелодрама 1972 года.

## Сюжет
Старшеклассница Кристина знакомится с Аленом, студентом из Франции. Между ними возникают чувства, но эгоистичный и расчётливый отец Кристины против этих отношений. Они решают тайно поехать на каникулы во Францию и договариваются встретиться в условленном месте. Увы, Ален не появляется. После долгих часов ожидания под проливным дождём, обессилевшая, Кристина падает без чувств в руки незнакомого молодого человека, который отвозит её в больницу. Вскоре она поправляется, и новая симпатия в лице её спасителя Мартина заменяет бывшую любовь. Кристина не знает, что Ален не бросил её, а трагически погиб в автокатастрофе по пути к месту их встречи. Мартин страдает от огромной вины, когда обнаруживает, что по роковой случайности именно он стал виновником смерти Алена, и сам вскоре погибает в подозрительной авиакатастрофе.

## В ролях
- Ален Нуари — Ален (дублировал Родион Нахапетов)
- Анита Лохнер — Кристина (дублировала Галина Булкина)
- Мальте Торстен — Мартин (дублировал Владимир Разумовский)
- Вольфганг Райхманн — Карл Луба, отец Кристины (дублировал Всеволод Ларионов)
- Рут-Мария Кубичек — Ирэн, мать Кристины (дублировала Серафима Холина)
- Ева Кристиан — Карин, сестра Карла (дублировала Ирина Карташёва)
- Маркус Хаге — Тео, сын Карин
- Генри Фаль — Йенсен Бродерсен
- Альф Мархольм — Тоймер, отец Мартина (дублировал Владимир Кенигсон)
- Александр Аллерсон — Доктор Хаузерман
- Герта Ворелль — мать Алена

## Дубляж
Фильм дублирован на студии «Союзмультфильм» в 1973 году. 
- Режиссёр дубляжа  —  Майя Мирошкина
- Звукорежиссёр — Владимир Кутузов
- Русский текст — Эдуарда Кульганека
- Редактор — Татьяна Папорова

## Производство
Основные съёмки проходили в городе Любек, а также в Мюнхене и на юго-востоке Франции.

## Премьеры
- 16 ноября 1972 года — Берлин
- Июль 1973 года — Москва
- 5 апреля 1979 года — Мехико
- 31 мая 1979 года — Будапешт

## Награды
- 1973 — Участник конкурсной программы VIII Московского Международного кинофестиваля